# Peeters Publishers
Les éditions Peeters, de leur nom officiel Peeters Publishers, sont une maison d'édition de publications académiques fondée en 1857 et basée à Louvain (Leuven) en Belgique.
Elles publient en français, anglais et néerlandais sur des sujets tels que les religions, l'archéologie, l'orientalisme et la linguistique.

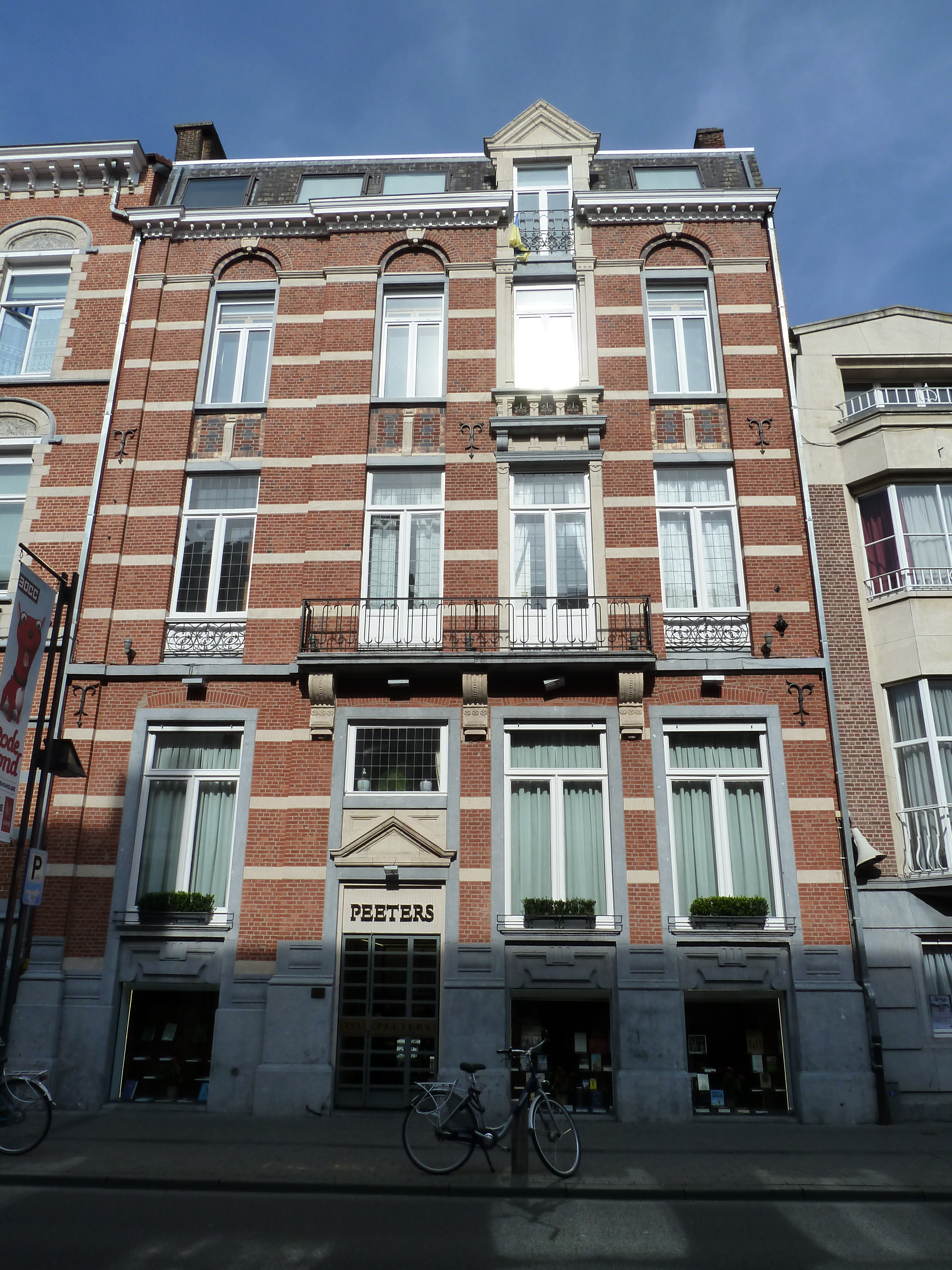
Devanture de la maison d'édition.

## Histoire
L'entreprise est fondée par la famille Peeters en 1857 au centre de Louvain, alors la principale ville universitaire de Belgique. Elle est gravement détruite le 29 août 1914 lors de l'occupation allemande, en même temps qu'une partie de l'université. Jusqu'en 1960, l'entreprise se concentre sur sa librairie, située sur l'avenue des Alliés (Bondgenotenlaan (nl), 153) ; à cette date, Emmanuel Peeters relance une activité éditoriale.

## Description
La maison d'édition publie chaque année environ 200 ouvrages,. S'y ajoutent de nombreuses revues comme la Revue biblique, la Revue théologique de Louvain, la Revue des études juives, la Revue des études byzantines et la Revue des études arméniennes.
L'entreprise possède sa propre imprimerie.
La maison d'édition a aussi des bureaux à Paris et à Bristol (CT), aux États-Unis.